# DataStax
DataStax est une entreprise éditrice de logiciels, basée à Santa Clara en Californie.
La société assure la distribution et le soutien d'une version pour l'entreprise de Cassandra, un projet en source ouverte d'Apache. Cassandra est un système de gestion de base de données NoSQL extensible, disponible, tolérant aux pannes et accessible en CQL, que la société décrit comme un « quasi » sous-ensemble du très répandu langage SQL. Les collaborateurs de DataStax participent au projet Cassandra ; Facebook, LinkedIn, Twitter et nScaled comptent parmi les autres contributeurs. Le modèle économique  de DataStax est axé sur la vente d'une version pour l'entreprise de Cassandra, dotée d'outils et de fonctionnalités supplémentaires d'analyse, de recherche, de sécurité, de supervision et d’administration graphique et d’une capacité à travailler en mémoire.

## Historique
Les deux fondateurs de DataStax, Jonathan Ellis et Matt Pfeil, sont d'anciens collaborateurs de Rackspace, qu'ils ont quittée en 2010 pour créer leur propre société, initialement nommée Riptano. Vers le milieu de 2013, DataStax avait obtenu plus de 84 millions de dollars de financement de capitaux-risqueurs et pris pied en Europe. DataStax fait état de 500 clients dans 43 pays et affirme que 25 % des Fortune 100 utilisent Apache Cassandra. Netflix, eBay, Adobe, Intuit, Allied Payment Networks et Healthcare Anytime font partie de ses clients.

## Produits et services
DataStax propose principalement deux produits : DataStax Enterprise et DataStax OpsCenter.
DataStax Enterprise est une version certifiée de Cassandra, prête à l'emploi dans les environnements de production intensifs. Elle intègre des outils et services d’administration  dans Cassandra, utilise les technologies d'autres projets Apache tels que Hadoop et permet également des recherches avec Solr.
La solution OpsCenter de DataStax fournit aux architectes, administrateurs, développeurs et autres opérateurs de bases de données un tableau de bord leur permettant de superviser et d’administrer des grappes de bases de données. DataStax OpsCenter leur donne la possibilité de gérer les charges d’activité complexes, de resynchroniser et rééquilibrer leurs grappes et leur fournit des alertes. En prime, ils bénéficient de fonctions d'analyse hautement perfectionnées.
DataStax fournit également divers outils gratuits aux administrateurs et développeurs Cassandra, notamment un outil de requêtage graphique appelé DevCenter, qui permet aux développeurs utilisant Apache Cassandra de créer et d'exécuter des requêtes en CQL.

## Présence mondiale
Au début de 2011, les huit membres de la première équipe DataStax se sont installés dans des bureaux situés à San Mateo, en Californie. Après trois ans de forte croissance, le personnel, de plus en plus nombreux, a fini par se sentir à l'étroit dans ses 650 mètres carrés de bureaux. La société a donc transféré son siège en mars 2014 vers des locaux cinq fois plus grands : (3 300 m2). DataStax possède des bureaux à Austin au Texas, à Windsor (responsable des activités en Europe du Nord), à Paris (Europe du Sud, Moyen-Orient), à Berlin, au Japon et en Australie.

## Clients
Quelques utilisateurs référencés d'Apache Cassandra :
- Netflix (stockage d'informations sur le statut des vidéos, de recommandations et des activités des utilisateurs dans Cassandra)
- Spotify (gestion des données de listes de lecture, des paramètres des stations de radio et des notifications dans Cassandra)
- Allied Payments (le service de paiement en ligne des factures stocke ses données dans DataStax Enterprise)
- Amara Health Analytics (collecte des données de patients provenant des systèmes de surveillance en chambre et analyse des données avec DataStax Enterprise)
- Ooyala (assistance à l'analyse des vidéos en ligne avec Apache Cassandra)
- ebay (stockage des données de détection des fraudes et de séries temporelles sur plusieurs grappes Cassandra)